# Nemesis (Nobel)
Nemesis là vở kịch bốn hồi của một con người tưởng chừng như không liên quan đến nghệ thuật của nhà hóa học người Thụy Điển Alfred Nobel. Vở kịch này có điểm xuất phát rất kỳ lạ. Nobel rất khinh thường những kẻ bồi bút ba hoa nhưng do khâm phục tài năng của nhà thơ người Anh Percy Bysshe Shelley nên đã viết bằng tiếng Anh nhiều bản trường ca rất dài. Và Nobel cũng đã dựa vào một vở kịch của nhà thơ này, vở kịch thơ năm hồi The Cenci, để viết kịch bản cho tác phẩm Nemenis. Nếu ai để ý thì có thể thấy rõ ràng Nemesis xuất phát từ sự mâu thuẫn trong con người của Nobel. Đó thực sự là bằng chứng cho sự đấu tranh để hoàn thiện mình của nhà khoa học này. Nemesis có nội dung nói về Beatrice Cenci, một người phụ nữ Ý. Vở kịch này được in khi Nobel trong cơn hấp hối và toàn bộ sô ấn bản của nó đã được bán hết, trừ ba bản lưu bị đốt đi ngay dau khi ông qua đời vào năm 1896, vì bị coi là một vụ scandal và báng bổ. Cuốn xuất bản đầu tiên còn sót lại của vở kịch này (song ngữ Thụy Điển-Quốc tế ngữ) được xuất bản tại Thụy Điển vào năm 2003. Vở kịch Nemesis vẫn chưa được dịch ra bất cứ ngôn ngữ nào ngoài Quốc tế ngữ.
Nếu như có đọc cuốn Nemesis trong nguyên bản tiếng Thụy Điển và khi nhìn vào triết thuyết cũng như quan điểm văn học của Nobel, chúng ta sẽ thấy rằng dường như ông có ý định chống lại điều được tin tưởng lúc đầu-Giải Nobel Văn học được trao cho các nhà văn đã chiến đấu chống lại các quyền lực như chúa, nhà thờ và quốc gia.